# Catarina de Guise, Duquesa de Montpensier
Catarina Maria de Lorena (em francês:  Catherine-Marie de Lorraine; Joinville, 18 de julho de 1552 - Paris, 6 de maio de 1596) foi a filha de Francisco, Duque de Guise e de Ana d'Este. 

## Biografia
Catarina casou-se muito jovem com Luís de Bourbon, Duque de Montpensier. Seu marido era um homem de idade avançada e tinha diversos filhos de um casamento anterior. Desta forma, Catarina não amava verdadeiramente seu marido e não teve filhos desta relação. Viúva muito cedo, não se casou de novo.  
Catarina, chamada Duquesa de Montpensier, não tinha um temperamento fácil. Maldosa e irreverente, encheu-se de ódio pelo Rei Henrique III de França que difamava na Corte. Em contrapartida, Henrique III se permite fazer chacota dos seus defeitos físicos (ela mancava ligeiramente) e de suas intrigas amorosas. Catarina é o apoio mais sólido de seu irmão, Henrique I de Guise, em Paris, durante a última Guerra Religiosa na França. As relações ambiguas que mantem com os curas de Paris permitem-lhe difundir, através de seus sermões, a propaganda do duque. Catarina, na verdade, não esconde as ambições de sua família, os Guises. Desprezando completamente o rei, trama sua perda.
O "Dia das Barricadas", em 12 de Maio de 1588, que marca a vitória dos Guise em Paris, é para a Duquesa de Montpensier uma vitória pessoal. Ela se considera, a partir daí, como se fosse a rainha de Paris e leva à cintura o par de tesouras com que pretende tonsurar o rei e enfiá-lo num convento. O assassinato do Duque de Guise, a mando deste, durante os Estados Gerais de 1588-1589, no Castelo de Blois, oito meses depois, aumenta o ódio e o fanatismo da duquesa contra Henrique III.
Depois do assassinato do rei por Jacques Clément, em 1º de Agosto de 1589, Catarina se orgulha de estar na origem do atentado. Livre de seu pior inimigo, ela volta seu ódio para Henrique IV, sucessor de Henrique III. Durante os combates terríveis e os cercos que ameaçaram a cidade de Paris de 1589 a 1594, ela apoia seu irmão Duque de Mayenne. Espera vê-lo tornar-se rei e apoia em vão sua candidatura quando da eleição do novo rei nos Estados Gerais de 1593.
A Duquesa de Montpensier é obrigada a aceitar sua derrota quando da entrada de Henrique IV em Paris, em 1594. Malgrado as súplicas da viúva de Henrique III, Luísa de Lorena-Vaudémont, o rei não exerceu nenhuma represália contra a duquesa. Catarina morreu dois anos depois, para grande alívio do rei, já que continuava com suas intrigas.